# 149 Medusa
För andra betydelser, se Medusa (olika betydelser).
149 Medusa eller A905 BA är en asteroid upptäckt 21 september 1875 av den franske astronomen Henri Joseph Anastase Perrotin i Toulouse. Asteroiden har fått sitt namn efter Medusa inom grekisk mytologi.
Asteroiden var vid upptäckten den minsta man hittat (vilket inte var känt då). Detta var samtidigt den asteroid som dittills låg närmast solen. Med upptäckten av 433 Eros 1898 skulle det följa upptäckter av fler små och helt nya kategorier av asteroider.